# Winkelcentrum Dashof
Winkelcentrum Dashof is een buurtwinkelcentrum aan de Dasstraat in de wijk Tanthof-Oost in de plaats Delft, in de Nederlandse provincie Zuid-Holland. 

## Geschiedenis
In 2002 werd het winkelcentrum vernieuwd, en werd het van muurschilderingen voorzien door Jurjen Ypema. De muurschildering werd onthuld door wethouder Meine Oosten.
In 2020 werd het winkelcentrum gerenoveerd. De bestaande muurschilderingen uit 2002 moesten daarbij wijken. In opdracht van de lokale ondernemersvereniging en het Ondernemersfonds Delft maakte grafittikunstenaar Dopie (Tom Linnenbank) drie grote, fotorealistische muurschilderingen, van een das, een vos en een ijsvogel. In 2006 kreeg het winkelcentrum een stoeptegel tegen zinloos geweld.

## Karakteristieken
Het winkelcentrum ligt midden in een woonwijk met eengezinswoningen, die in de jaren 70 / 80 gebouwd is. Het bestaat uit een autovrij plein met winkels eromheen. De supermarkt werd gebouwd in 1977. In 2020 werd het winkelcentrum in een gemeentelijk beleidsstuk bestempeld als slecht bereikbaar met te weinig parkeerplaatsen.